# Аалтонен, Аймо Ансельм
Аймо Ансельм А́алтонен (фин. Aimo Anshelm Aaltonen, 10 декабря 1906, Паргас, Великое княжество Финляндское — 21 сентября 1987, Хельсинки, Финляндия) — финский политический деятель. Председатель Коммунистической партии Финляндии (1944—1945, 1948—1966) и депутат Эдускунта пяти созывов от Демократического союза народа Финляндии (1945—1962).

## Биография
Родился в местечке Парайнен в семье рабочего, по профессии — строительный рабочий. С 1923 г. начал участвовать в деятельности рабочих организаций, в 1927 г. стал членом Коммунистической партии Финляндии, быстро выдвинулся на руководящую работу. В 1930 г. поступил в Коммунистический университет национальных меньшинств Запада в Ленинграде, а затем слушал курс в Международной ленинской школе в Москве. В 1933—1934 был секретарём ЦК Коммунистической партии Финляндии по оргвопросам.
В 1935 г. арестован за революционную деятельность и до 1944 г. содержался в тюрьмах и концлагерях, где вёл подпольную работу. В сентябре 1944, после заключения соглашения о перемирии между СССР и Финляндией был освобождён.
С 1944 — член ЦК и Политбюро ЦК КПФ, в 1944—1945 и 1948—1966 — председатель Коммунистической партии Финляндии. В 1945—1962 был депутатом Сейма от Демократического союза народа Финляндии. В 1945—1947 был заместителем начальника государственной полиции Финляндии, т. н. «красной ВАЛПО». В 1947—1948 возглавлял отдел контроля МВД. Недовольство авторитаризмом и догматизмом Аалтонена привело к его смещению с поста председателя партии на XIV съезде КПФ в 1966, после чего он руководил внутрипартийной оппозицией.
Автор многих статей по вопросам истории КПФ и политике Финляндии.